# باغ‌باشی (کاهتا)
باغ‌باشی {{ترکی|Bağbaşı) (به کردی: Pîllêş) یک منطقهٔ مسکونی کردنشین در ترکیه است که در کاهتا واقع شده‌است.